# Фам Минь Ман, Жан-Батист
Иоанн Батист Фам Минь Ман (вьет. Gioan Baotixita Phạm Minh Mẫn; 5 марта 1934, Камау, Французский Индокитай) — вьетнамский кардинал. Епископ—коадъютор Май То с 22 марта 1993 по 1 марта 1998. Архиепископ Хошимина с 1 марта 1998 по 22 марта 2014. Кардинал-священник с титулом церкви Сан-Джустино с 21 октября 2003.

## Биография
Иоанн Батист Фам Минь Ман родился 5 марта 1934 года, в Камау, Французский Индокитай.
Изучал философию и теологию в Кантхо и Сайгоне. Принял сан священника в 1965 году. В 1968-1971 годах учился в университете Лойолы в Лос-Анджелесе. Один из кардиналов-выборщиков на конклаве, избравшего в 2005 году папу Бенедикта XVI и кардиналов-выборщиков на конклаве, избравшего в 2013 году папу Франциска.